# Taryn Simon
Taryn Simon (* 4. Februar 1975 in New York) ist eine US-amerikanische Künstlerin. Sie arbeitet mit den Mitteln der Fotografie und der filmischen Reportage. Sie ist Absolventin der Brown University und Inhaberin des Guggenheim-Stipendium. Ihre Fotografien sind meist mit viel Liebe zum Detail und unter Verwendung umfangreichen Equipments abgelichtete Szenen. Sie will sich damit gezielt vom journalistischen Schnappschuss abgrenzen.

## Werke
Im Sommer 2000 wurde Simon vom New York Times Magazine beauftragt, fälschlicherweise verurteilte Männer zu fotografieren, die der Todesstrafe entkommen sind. Die Realisierung des Projektes The Innocents wurde von der Simon Guggenheim Foundation Fellowship in Photography – das renommierte Guggenheim-Stipendium – unterstützt. Die Ausstellung wurde u. a. auch in Deutschland im Haus der Kunst (München) und Institute for Contemporary Art Berlin gezeigt.
In ihrer Ausstellung An American Index of the Hidden and Unfamiliar zeigt Taryn Simon Fotografien  tabuisierter Orte, die eng mit der Besiedlung, der Mythologie Amerikas und dem alltäglichen Leben in den USA verbunden sind, für die Öffentlichkeit nicht zugänglich, den Blicken entzogen oder schlicht unbekannt. Simon versucht in ihrer Arbeit, unbekannte Gegenden zu entdecken, alles zu zeigen.
Der über 60 Fotografien umfassende, zwischen 2004 und 2007 entstandene Werkblock An American Index of the Hidden and Unfamiliar wurde vom Museum für Moderne Kunst Frankfurt angekauft und war dort vom 29. September 2007 bis zum 20. Januar 2008 zu sehen.
In der zum ersten Mal auf der 56. Biennale di Venezia (2015) gezeigten Arbeit Paperwork and the Will of Capital, die „Geopolitik, Gartenbauwissenschaft und die Kunst des Stilllebens“ in sich vereint, untersucht Taryn Simon, wie die „Inszenierung von Macht erschaffen, ausgeführt, vermarktet und erhalten wird. Bei der Unterzeichnung politischer Abkommen, Verträgen, Vereinbarungen und Dekreten, die einige der wichtigsten Belange unserer Zeit festlegen, werden mächtige Männer von Blumenarrangements flankiert, die dazu angetan sind, die Bedeutung der Unterzeichnenden und der von ihnen vertretenen Institutionen zu vermitteln. Simon stellte die Arrangements anhand von Archivaufnahmen bedeutender Ereignisse nach und fotografierte sie; dann trocknete und presste sie die Blumen für ein Herbarium.“

## Zitat
„Ich habe eine Liste mit all den geheimen, kaum bekannten Plätzen gemacht, die ich persönlich sehen will.
Ich glaube, ich bin ängstlicher als die meisten Menschen. Es ist die Angst, die mich antreibt. Ich gehe dauernd an meine eigenen Grenzen, zwinge mich dazu, die Dinge zu machen, obwohl ich dabei nicht glücklich bin.“

## Einzelausstellungen (Auswahl)
- 2020 Taryn Simon: Assembled Audience, Wexner Center for the Arts, Columbus (Ohio)
- 2019 Contraband, Anna Schwartz Gallery, Melbourne
- 2018 Taryn Simon. Paperwork and the Will of Capital, Gagosian Gallery, Athen
- 2017 Performance An Occupation of Loss, Park Avenue Armory, New York
- 2015 56. Biennale di Venezia – Arsenale, Paperwork, the Will of Capital
- 2013/14: Museum Folkwang, Essen, There Are Some Who Are in Darkness Works from the Olbricht Collection, Selected by the Artist[5]
- 2011 Neue Nationalgalerie, Berlin, A Living Man Declared Dead and Other Chapters
- 2011 Tate Modern, London
- 2010 Lever House Art Collection, New York
- 2010 Gagosian Gallery, Beverly Hills
- 2008 Museum für Moderne Kunst, Frankfurt am Main
- 2008 Gagosian Gallery, Beverly Hills
- 2007 Whitney Museum of American Art, New York
- 2006 Contemporary Arts Center, Cincinnati
- 2005 Museum of Contemporary Photography (MoCP), Chicago
- 2004 Bergen Kunsthall, Norwegen
- 2004 Gagosian Gallery Madison, New York
- 2004 Kunsthallen Nikolaj, Kopenhagen

## Preise und Auszeichnungen
- 2011 Author Book Award, Rencontres d’Arles, Provence, Frankreich
- 2010 Discovery Award, Rencontres d’Arles, Provence, Frankreich
- 2009 Deutsche Börse Photography Prize, Finalist
- 2008 International Center of Photography Infinity Award für Publikation, New York
- 2008 Silver Medal Lead Award, Deutschland
- 2007 KLM Paul Huf Award, FOAM-Fotografiemuseum, Amsterdam
- 2001 Guggenheim Foundation Fellowship für Fotografie, New York
- 1999 Alfred Eisenstaedt Award für Fotografie, Columbia University, New York